# Iron Savior
Iron Savior – zespół muzyczny z Niemiec, grający power metal.

## Muzycy
Obecny skład zespołu
- Piet Sielck – śpiew, gitara
- Yenz Leonhardt – gitara basowa, wokal wspierający
- Joachim „Piesel” Küstner – gitara, wokal wspierający
- Thomas Nack – perkusja

Byli członkowie
- Kai Hansen – śpiew, gitara (1996-2001)
- Jan S. Eckert – gitara basowa, wokal wspierający (1997-2003)
- Andreas Kück – instrumenty klawiszowe, wokal wspierający (1998-2003)
- Dan Zimmermann – perkusja (1997-1999)
- Thomen Stauch – perkusja (1996-1998)

## Dyskografia
| Iron Savior                 | - Data: 16 marca 1997 - Wydawca: Noise Records       | –  | –   | –  |
| Unification                 | - Data: 6 stycznia 1999 - Wydawca: Noise Records     | 79 | –   | –  |
| Dark Assault                | - Data: 6 marca 2001 - Wydawca: Noise Records        | –  | –   | –  |
| Condition Red               | - Data: 3 czerwca 2002 - Wydawca: Noise Records      | –  | –   | –  |
| Battering Ram               | - Data: 18 czerwca 2004 - Wydawca: Noise Records     | –  | –   | –  |
| Megatropolis                | - Data: 4 czerwca 2007 - Wydawca: Dockyard 1 Records | –  | –   | –  |
| The Landing                 | - Data: 18 listopada 2011 - Wydawca: AFM Records     | –  | 300 | –  |
| Rise of the Hero            | - Data: 28 lutego 2014 - Wydawca: AFM Records        | 76 | 152 | –  |
| Titancraft                  | - Data: 20 maja 2016 - Wydawca: AFM Records          | 62 | 160 | 92 |
| „–” album nie był notowany. |                                                      |    |     |    |